# Sân bay Okayama
Sân bay Okayama (岡山空港 Okayama Kūkō) (IATA: OKJ, ICAO: RJOB) là một sân bay ở tỉnh Okayama, Nhật Bản.
Sân bay này cách trung tâm thành phố Okayama 18 km về phía tây bắc, mất 30 phút đi xe buýt đến Ga Okayama.

## Các hãng hàng không và các tuyến điểm

### International
- Korean Air (Seoul-Incheon)
- China Eastern Airlines (Bắc Kinh, Đại Liên, Thượng Hải-Pudong)
- Continental Airlines
  - Continental Airlines do Continental Micronesia cung ứng (Guam)
- Hong Kong Express (Hồng Kông)

### Nội địa
- All Nippon Airways (Tokyo-Haneda, Sapporo-Chitose)

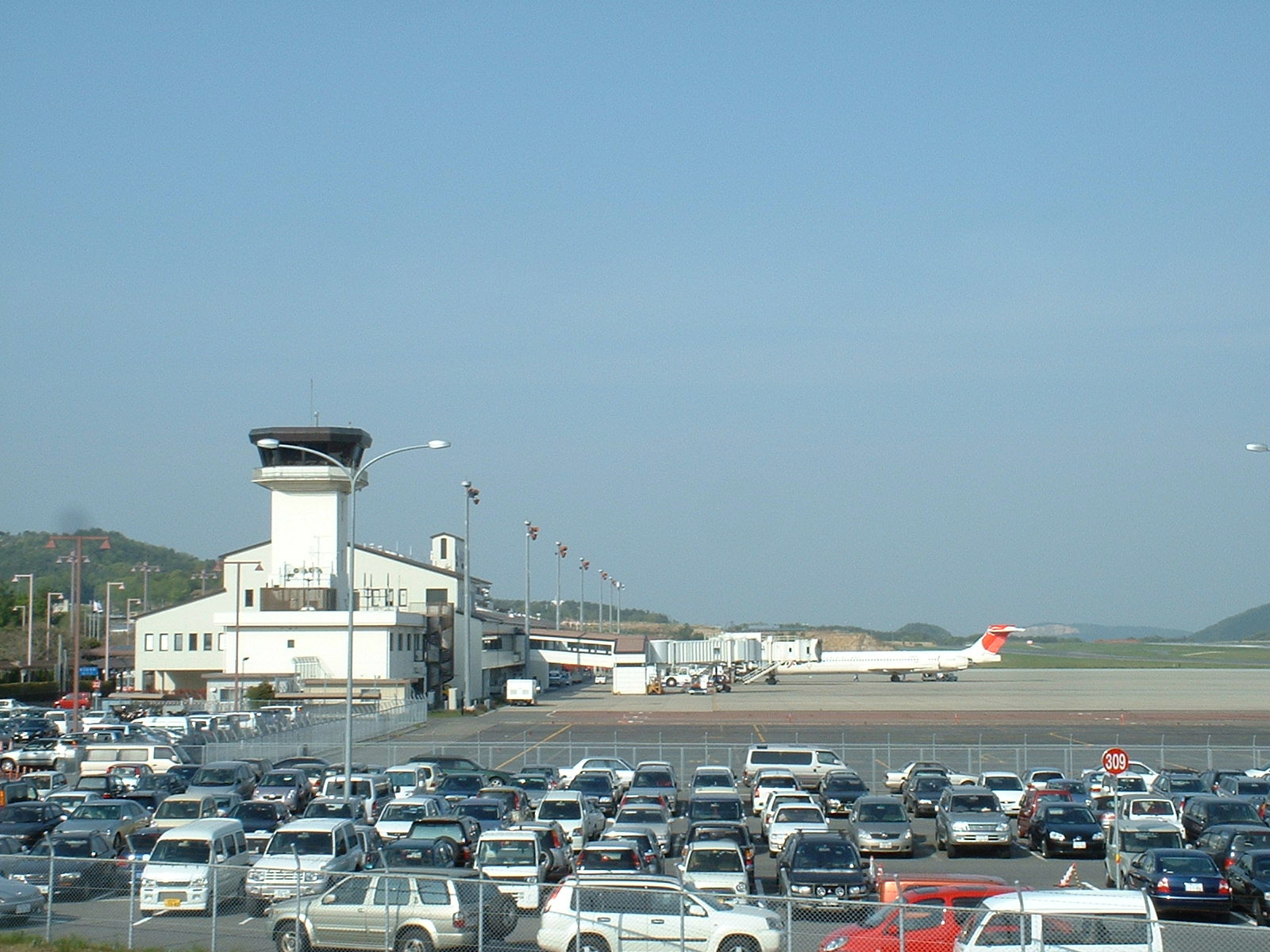
Sân bay Okayama.

- Japan Airlines (Tokyo-Haneda)
  - Japan Air Commuter (Kagoshima)
  - Japan Transocean Air (Okinawa)